# هاري روبنسون
هاري روبنسون (بالإنجليزية: Harry Robinson)‏ هو لاعب الرغبي ‏ بريطاني، ولد في 16 أبريل 1993 في Pentyrch ‏ في المملكة المتحدة.

## وصلات خارجية
- هاري روبنسون عل موقع إسبنسكروم (الإنجليزية)
- هاري روبنسون على موقع ItsRugby.co.uk (الإنجليزية)